# Local Boy Makes Good
Local Boys Makes Good is een Amerikaanse filmkomedie uit 1931 onder regie van Mervyn LeRoy. De film werd destijds in Nederland uitgebracht onder de titel Joe Brown als kampioen.

## Verhaal
John is een verlegen student, die werkt in de boekwinkel van de universiteit. Hij is stiekem verliefd op Julia en hij stuurt haar per ongeluk een brief, waarin hij zich voordoet als een atleet.

## Rolverdeling
| Acteur           | Personage            |
| ---------------- | -------------------- |
| Joe E. Brown     | John Augustus Miller |
| Dorothy Lee      | Julia Winters        |
| Ruth Hall        | Marjorie Blake       |
| Edward Woods     | Spike Hoyt           |
| Edward J. Nugent | Wallace Pierce       |
| Wade Boteler     | Doc                  |
| John Harrington  | Trainer Jackson      |
| William Burress  | Kolonel Small        |